# أدولف شتريكر
أدولف شتريكر (بالألمانية: Adolph Strecker) (21 أكتوبر 1822 – 7 نوفمبر 1871) عالم كيمياء ألماني الذي يذكر في المقام الأول على عمله على الأحماض الأمينية.

## الحياة والعمل
شتريكر ولد في دارمشتات ابنا للودفيغ شتريكر، وهو ناشط يعمل لدى الدوق الأكبر الهيسي. أدولف شتريكر التحق بالمدرسة في دارمشتات حتى عام 1838 عندما تغير إلى أعلى طالب أعلى. بعد حصوله على الأربيتور في عام 1840، شتريكر بدأ دراسة العلوم في جامعة غيسن، حيث كان يوستوس ليبغ أستاذا. في آب / أغسطس عام 1842، حصل شتريكر على درجة الدكتوراة وبدأ التدريس في دارمشتات. رفض أدولف عرضا من أجل العمل لحساب ليبيغ، ولكن في عام 1846 قبل عرضا آخر وأصبح مساعد ليبغ الخاص في جامعة غيسن. أنهى شتريكر التأهيل الخاص به في عام 1848 و أصبح محاضرا في الجامعة.
حقق شتريكر في مجموعة متنوعة واسعة من المشاكل في كل من الكيمياء العضوية وغير العضوية خلال فترة وجوده في غيسن. وتشمل الأمثلة الجزيئية الكتلية من الفضة والكربون، تفاعلات  حمض اللبنيك، تحلل حمض الهيبوريك من قبل حمض النيتريك، وفصل الكوبالت والنيكل.
رغب شتريكر في ترك غيسن من أجل الحصول على وظيفة في جامعة برلين، ولكن عندما سمع بفتح طلب التحاق في النرويج في جامعة أوسلو، تقدم بطلبه وفي عام 1851 أصبح أستاذا هناك. بينما هو في النرويج، ركز شتريكر على الكيمياء العضوية، حيث غطى مجموعة واسعة من المواضيع في الكيمياء العضوية الفلزية إلى المنتجات الطبيعية. أيضا بينما هو في النرويج، عاد شتريكر إلى ألمانيا لعدة أيام أثناء العطل. وخلال زيارة إلى دارمشتات، تزوج في 3 يوليو عام 1852. زوجته توفيت في 13 أكتوبر 1853؛ إلا أنه تزوج مرة ثانية في 29 سبتمبر 1855.
غادر شتريكر النرويج بعد وفاة غيملن في عام 1860من أجل قبول مركز غريملن في جامعة توبنغن. هناك أجرى أبحاثا على جوانين، زانتيني، الكافيين، و الثيوبرومين، وعلى أكاسيد الثاليوم شديدة السمية والتي تضررت منها حالته الصحية بشدة. انتقل إلى جامعة فورتسبورغ في عام 1870، ولكن الفصل الدراسي الأول انقطع قبل الحرب الفرنسية البروسية من 1870-1871. أصبح  شتريكر ضابطا أثناء الحرب ثم عاد إلى الجامعة بعد ذلك، حيث بدأ حياته في الفصل الدراسي الماضي. في صيف عام 1871 قام بعطلة ترفيهية في بيرشتسجادن، بافاريا, ولكن حالته الصحية بدأت في التدهور. مات شتريكر في فورتسبورغ ، حيث دفن في هاوبتفريدهوف.

## تخليق شتريكر
يشمل تخليق شتريكر للأحماض الأمينية  على تفاعل سيانيد البوتاسيوم، كلوريد الأمونيوم، وألدهيد لتكوين حمض أميني ألفا.[بحاجة لمصدر] التفاعل يمكن أيضا القيام به مع الأمونيا، سيانيد الهيدروجين، والألدهيد.
بسبب البساطة النسبية للمتفاعلات، فإن تخليق شتريكر يتم دراسته بواسطة الذين يبحثون في أصل الحياة والأحماض الأمينية الخلاقة.
أيضا المسمى على شتريكر هو تحلل شتريكر الذي يشمل على تحويل الأحماض الأمينية إلى إمينات  ثم إلى الكيتونات، و ألكلة كبريتيت شتريكر.

## وصلات خارجية
- Adolph Strecker obituary by Rudolf Wagner from Berichte der Deutschen Chemischen Gesellschaft, 1872, part V, pp. 125–131
- Obituary in the Journal of the Chemical Society, 1872, volume 25, p. 353
- Adolph Strecker by B. Lepsius (1892), Allgemeine Deutsche Biographie, volume 36, Leipzig: Duncker & Humblot – entry for Strecker
- Adolph Strecker – brief biography and two pictures at Tübingen University